# Лос Лаурелес Вијехос (Чоис)
Лос Лаурелес Вијехос (шп. Los Laureles Viejos) насеље је у Мексику у савезној држави Синалоа у општини Чоис. Насеље се налази на надморској висини од 800 м.

## Становништво
Према подацима из 2005. године у насељу је живело 6 становника.

### Хронологија
| Година       | 2000       | 2005 |
| ------------ | ---------- | ---- |
| Становништво | 12 (4 / 8) | 6    |

### Попис
| # | Индикатор                        | Вредност |
| - | -------------------------------- | -------- |
| 1 | Укупно појединачних домаћинстава | 2        |